# HMS Enterprise (D52)
Pour les autres navires du même nom, voir HMS Enterprise.
Le HMS Enterprise est un croiseur léger de classe Emerald construit pour la Royal Navy dans les années 1920.
Sa quille est posée le 28 juin 1918 au chantier naval de la John Brown & Company de Clydebank, en Écosse. Il est lancé le 23 décembre 1919 et mis en service le 7 avril 1926.

## Historique

### Entre-deux-guerres

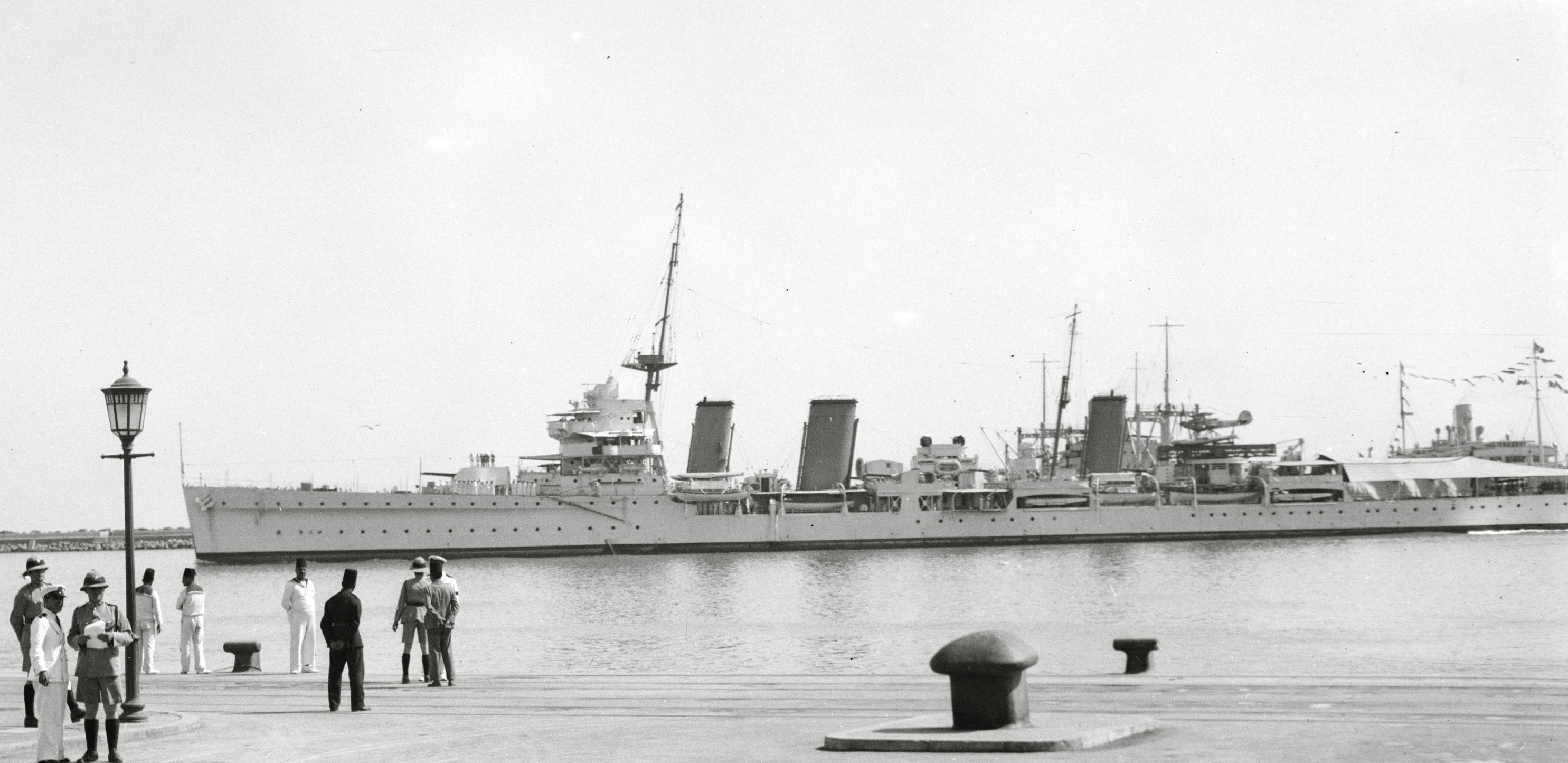
LEnterprise à Haïfa le 6 mai 1936.

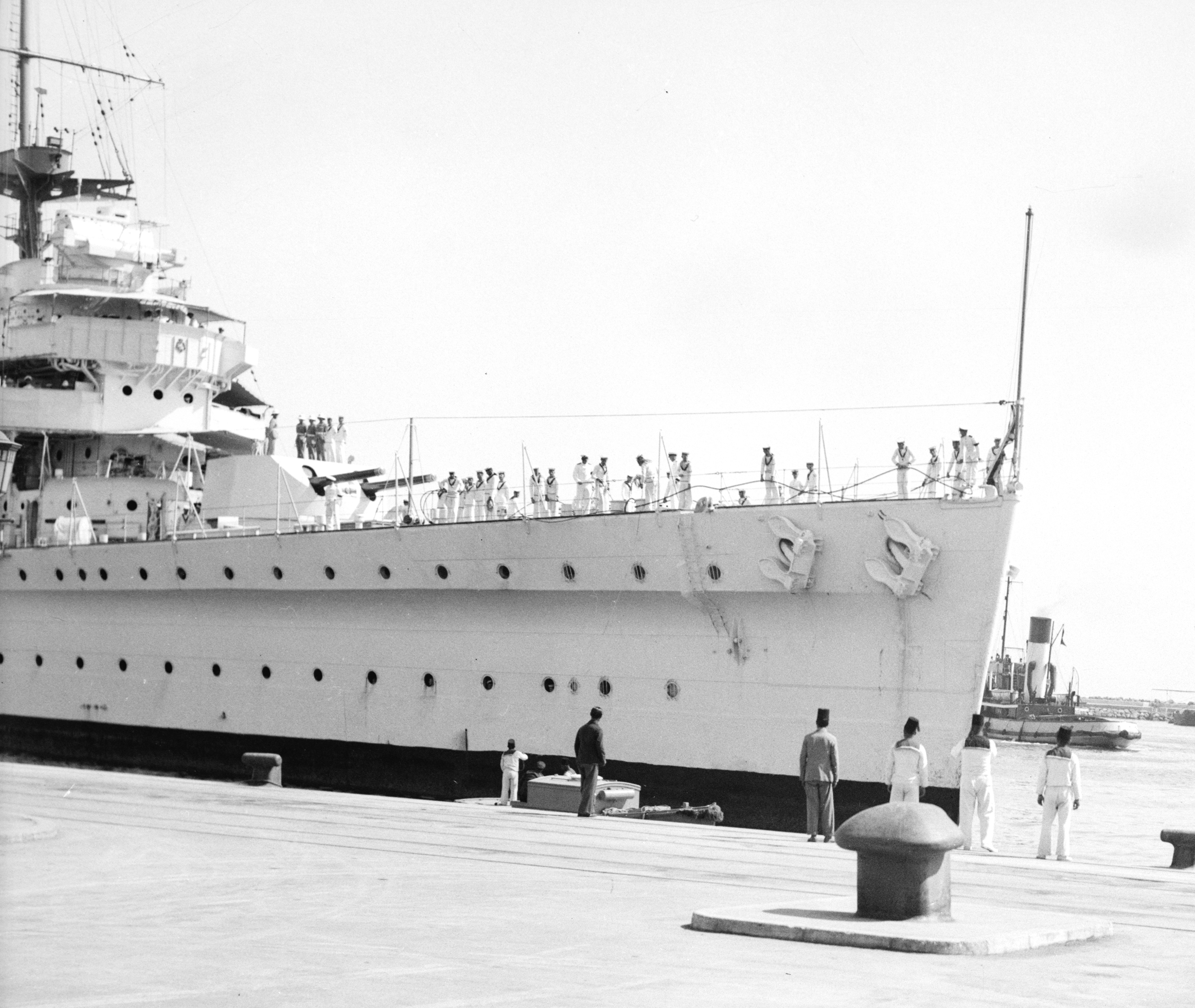
Photo de 1936 montrant sa tourelle double de 6 pouces.

Affecté à la 4e flottille de croiseurs, il est déployé dans l’océan Indien et dans les Indes orientales jusqu'en juillet 1934, date à laquelle il subit une refonde majeure. Il retourne opérer dans la zone en janvier 1936.
Dans l'après-midi du 4 mai 1936, l'Enterprise appareille de Djibouti, en Somalie française, avec à son bord l'empereur éthiopien Haïlé Sélassié Ier - ayant fui lorsque l'Italie achevait sa conquête de l'Éthiopie pendant la seconde guerre italo-éthiopienne - et le transporta d'Haïfa jusqu'en Palestine mandataire.
Il est relevé par le croiseur Manchester à la fin de 1937, puis rentre en Europe où il est placé en réserve à compter du 30 septembre 1938.

### Seconde Guerre mondiale
Lorsque la Seconde Guerre mondiale éclate, il effectue notamment des patrouilles dans l’océan Atlantique avant d’être affecté à la Home Fleet en avril 1940 lors de la campagne norvégienne. L’Enterprise participe à l’attaque franco-britannique de Narvik où le sous-marin allemand U-65 manque de le toucher.
Déployé dans la Méditerranée en juin 1940 au sein de la force H, il tire sur les navires français dans le port de Mers el-Kébir le 3 juillet (1 297 marins français sont tués pendant cette attaque). Il participe également à la livraison d'avions à Malte assiégé fin juillet.
Après une réorganisation de la force H, l'Enterprise est envoyé au Cap, au cours duquel il devient navire amiral des opérations en Amérique du Sud, principalement impliqué dans des fonctions de défense commerciale et d'interception. En décembre 1940, il est déployé avec les croiseurs Cumberland et Newcastle dans une recherche infructueuse du croiseur auxiliaire allemand Thor ayant attaqué et endommagé le croiseur marchand armé MV Carnarvon Castle (en).
En 1941, il sert à nouveau dans l’océan Indien et escorte de nombreux convois dans les eaux où patrouillent des bâtiments de guerre japonais. Accompagné d'une importante flotte de la Royal Navy et de la Royal Australian Navy dirigé par le porte-avions Hermes, il participe à la traque infructueuse du croiseur allemand Admiral Scheer.
Début 1942, il escorte des transports de troupes à Singapour et à Rangoon (Birmanie), puis rejoint l'Eastern Fleet dirigée par l'amiral James Fownes Somerville. Le 6 avril 1942, avec les destroyers Paladin et Panther, il secourt 1 120 survivants des croiseurs Cornwall et Dorsetshire, coulés par les Japonais lors du « raid du dimanche de Pâques ».

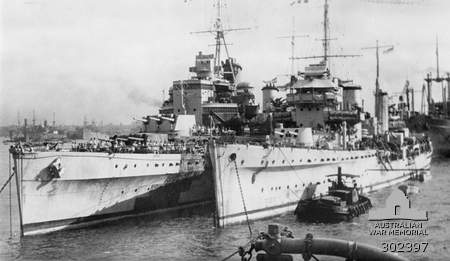
LEnterprise et le à Singapour en février 1942.

Le 28 décembre 1943, engagé avec les croiseurs Gambia et Glasgow dans le cadre de l’opération Stonewall dans le golfe de Gascogne, il coule le T26, un torpilleur allemand, avant d’être à nouveau rénové à Devonport de janvier à mars 1944.
En mai 1944, l’HMS Enterprise est affecté à la force de bombardement A dans le cadre de l’opération Neptune. La force est composée des navires britanniques Hawkins, Black Prince, Erebus et Soemba, et des navires américains Nevada, Tuscaloosa et Quincy.
Faisant route au sein de la force U en direction d’Utah Beach, il ouvre le feu le 6 juin 1944 sur les positions allemandes sur la plage de débarquement dédiée aux Américains, en particulier Pouppeville. Dans les jours qui suivent le lancement de l’opération Overlord, il participe à l’appui-feu des forces terrestres alliées en Normandie. Touché par les batteries allemandes (le commandant et son second sont blessés pendant les duels d’artillerie), il doit être réparé à Portland. Pendant le bombardement de Cherbourg le 25 juin, il engage et réduit aux silences les batteries de Querqueville. 9 000 obus de 152 mm ont été tirés pendant les premiers jours de l’opération Overlord par le HMS Enterprise, ce qui lui a valu d’effectuer deux trajets à travers la Manche afin d’être ravitaillé.
Durant les derniers jours de la bataille de Normandie, en compagnie du croiseur Mauritius et du monitor Roberts, il appuie de ses feux la progression des forces terrestres anglo-canadiennes dans la région de Caen avant d’être déployé au large des côtes hollandaises à l'appui de la 2e armée en septembre.
En octobre 1944, il est retiré du service actif et placé en réserve dans le port de Rosyth. Un transfert dans la Marine royale canadienne est un temps envisagé, avant d'être abandonné.

### Après-guerre
À partir de mai 1945, l'Enterprise contribue au retour des troupes britanniques d'Asie et d'Afrique. Le 13 janvier 1946, il retourne au Royaume-Uni pour la dernière fois. Le navire est remis à la British Iron & Steel Corporation en vue de son démantèlement le 11 avril, arrivant au chantier John Cashmore Ltd de Newport (Pays de Galles) le 21 avril afin d'y être démoli.

## Honneurs de bataille
L'Entreprise a reçu quatre honneurs de bataille pour son service dans la Seconde Guerre mondiale :
- Atlantique (1939-40)
- Norvège (1940)
- Gascogne (1943)
- Normandie (1944)

En outre, le navire a hérité d'un honneur de bataille du navire de ligne de quatrième rang Enterprize, ayant combattu les Bourbon l'Espagne durant la guerre de Sept Ans :
- La Havane (1762)